# Psychologia psychodynamiczna

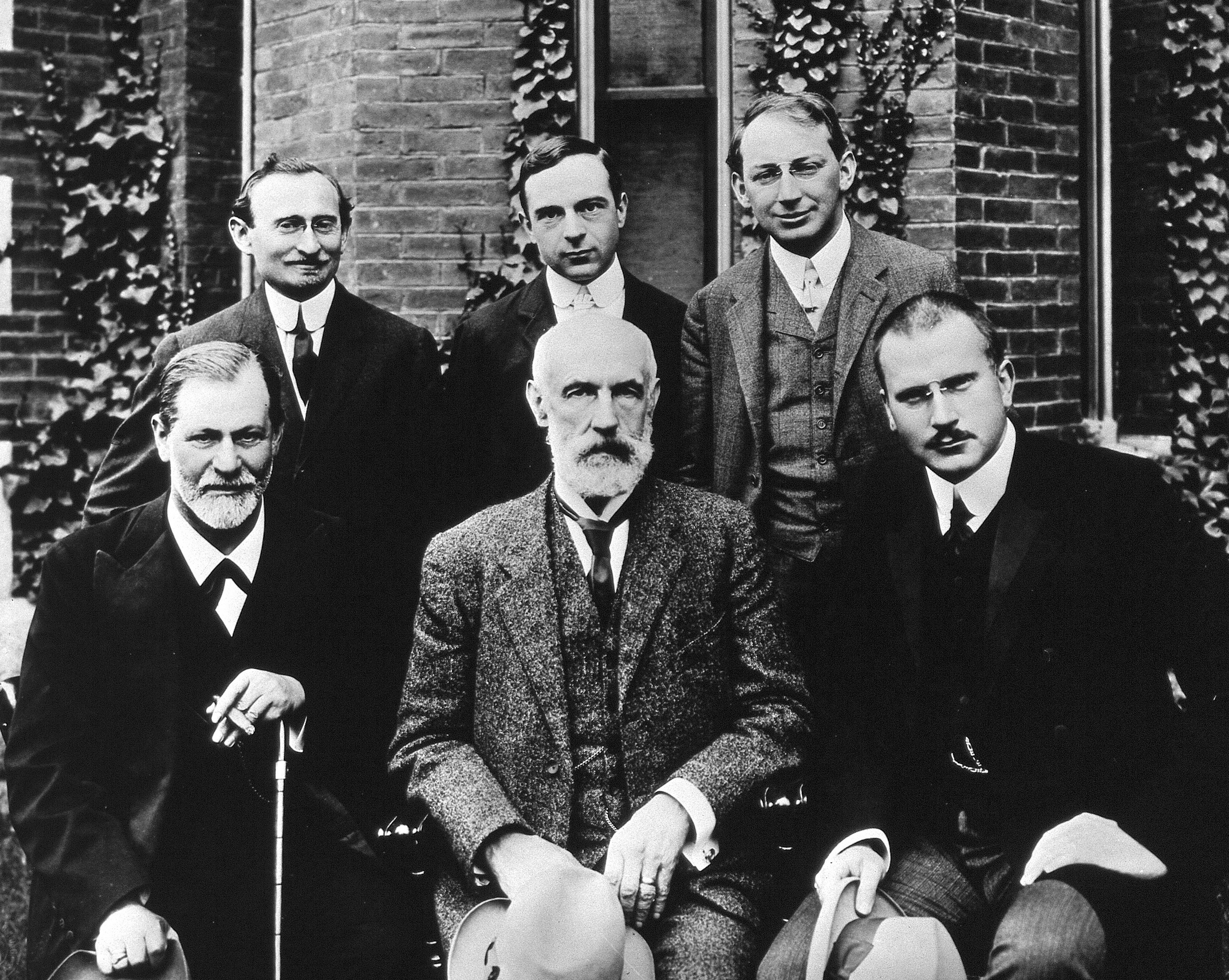
Przedstawiciele nurtu psychologii psychodynamicznej – z przodu Sigmund Freud, G. Stanley Hall, Carl Jung; z tyłu Abraham A. Brill, Ernest Jones, Sándor Ferenczi. Fotografia wykonana na Clark University w Worcester w stanie Massachusetts we wrześniu 1909 r.

Podejście psychodynamiczne w psychologii (ang. psychodynamic approach) – jedna z głównych szkół psychologicznych, która kładzie nacisk na dynamiczne siły rządzące osobowością, wskazuje możliwości występowania konfliktów między nimi oraz przedstawia propozycję ich redukcji („leczenia”). Podejście to uznaje, że głównym źródłem psychologicznych problemów zdrowotnych jest konflikt między sprzecznymi dążeniami różnych warstw osobowości, co skutkuje lękiem, złym samopoczuciem oraz innymi niekorzystnymi objawami.

## Dzieje
Ojcem podejścia psychodynamicznego jest Zygmunt Freud, który jako pierwszy wprowadził do psychologii pojęcie nieświadomości oraz stworzył kompletną teorię psychologiczną (freudyzm) wraz z oryginalną metodą terapeutyczną (psychoanaliza). Kontynuatorzy Freuda dodawali do myśli swego mistrza własne rozważania i jednocześnie ujmowali z niej fragmenty, z którymi się nie zgadzali, tworząc w ten sposób nurt neopsychoanalizy. Carl Gustav Jung kładł większy nacisk na pojęcie nieświadomości, wprowadzając termin nieświadomości kolektywnej, będącej zapisem doświadczeń poprzednich pokoleń danego kręgu kulturowego. Alfred Adler umniejszył rolę potrzeb seksualnych w teorii psychoanalitycznej na rzecz potrzeby wyrażenia siebie, wpływania na innych ludzi, czy wręcz dominacji nad nimi. Karen Horney uważała, że pierwotnym źródłem lęku jest niemożność realizacji raczej potrzeb społecznych niż biologicznych. Współcześni przedstawiciele podejścia psychodynamicznego różnią się zasadniczo od Freuda w pojmowaniu rozwoju psychoseksualnego i psychospołecznego, kładą też większy nacisk na fakt, że człowiek jest istotą społeczną, zmniejszając w ten sposób biologiczny determinizm ojca psychoanalizy.
Ponieważ teoria Freuda z biegiem czasu ewoluowała, kolejne koncepcje psychoanalityków coraz bardziej różniły się od oryginału. Z tego powodu niektórzy psychologowie, choć faktycznie pozostają w kręgu psychoanalizy, odżegnują się od niej i od samego Freuda. Bezpieczniej jest zatem używać szerszego pojęcia „psychodynamiki” (nie zaś „psychoanalizy”) na określenie ich orientacji psychologicznej.

## Główne tezy
Według teorii psychodynamicznej, pierwotne motywy ludzkiego działania leżą we wrodzonych, nieświadomych strukturach osobowości (id). Tworzona w nich energia psychiczna (proces pierwotny) usiłuje przedostać się do ego, celem realizacji (zaspokojenia, gratyfikacji – proces wtórny). Jest tak, ponieważ tylko ego ma możliwość kontaktowania się z otoczeniem i decydowania o jakiejkolwiek zewnętrznej aktywności organizmu. Wrodzone popędy napotykają jednak na drodze do ego cenzurę społeczeństwa, która zatrzymuje niektóre popędy (te, które są niezgodne ze społecznym systemem wartości), inne zaś przepuszcza, po czym doznają one gratyfikacji (jednostka wykonuje określone działania, które zaspokajają potrzebę). Uwewnętrznione zasady postępowania otoczenia tworzą warstwę osobowości zwaną superego. Okazuje się zatem, że osobowość człowieka jest skonfliktowana w sposób nieunikniony: nigdy bowiem nie będzie tak, że społeczeństwo (a więc superego) pozwoli na realizację wszystkich popędów z id. Jednocześnie wszystkie odrzucone przez superego treści, nie są unicestwiane, lecz domagają się gratyfikacji (zaspokojenia) z coraz większą siłą (stąd nazwa: dynamika osobowości). Aparat psychiczny musi więc inwestować coraz większą ilość energii na trzymanie niedozwolonych motywów na uwięzi. Aby nie dopuścić do dezintegracji osobowości, uruchamiane są mechanizmy obronne, które są w stanie zmodyfikować nieodpowiednie treści tak, aby cenzura superego mogła je zaakceptować.
Warto wiedzieć, że sam Freud nigdy nie posługiwał się łacińskimi terminami id, ego i superego. Zostały one wprowadzone dopiero przez jego angielskich tłumaczy; niektórzy sądzą, że jest to istotne zniekształcenie. W pracach Freuda odnajdziemy bowiem jedynie nazwy niemieckie (das Es, das Ich, das Über-Ich). Wskazuje się niekiedy, że język twórcy psychoanalizy odwołuje się zarówno do niemieckiej filozofii, jak i do mowy potocznej; w łacińskim przekładzie te konteksty zostają utracone.